# Khun Chang Khun Phaen
Khun Chang Khun Phaen (phát âm: Khủn Chang Khủn Phèn) là tác phẩm văn học được xem là lớn nhất Thái Lan, khởi đầu là một tác phẩm dân gian sau được vua Rama II và các nhà văn khác chuyển thành văn học viết với sự tái hiện trung thành các đặc điểm của tác phẩm dân gian. Tác phẩm gồm 43 chương với 45.000 câu thơ klon, miêu tả một chuyện có thật xảy ra tại tỉnh Suphanburi. Tác phẩm thường được trình diễn bằng nghệ thuật hát kể Sể pha (Sepha) với nhiều yếu tố gây cười.

## Lịch sử

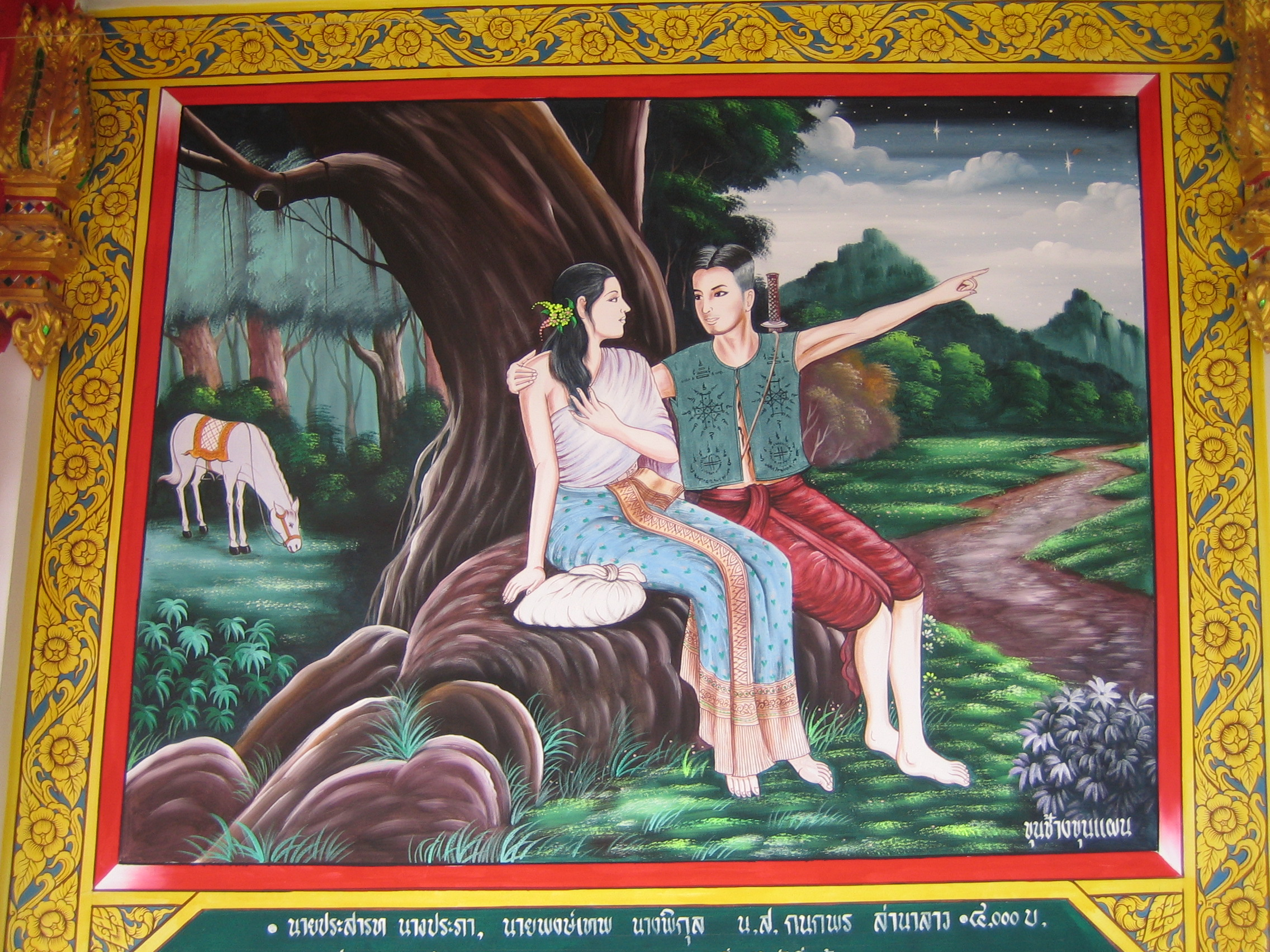
Khun Phaen và Wanthong.

Từ điển văn học Đông Nam Á cho rằng truyện Khun Chang Khun Phen được viết từ "câu chuyện có thật về một võ quan triều đình thời vua Na Rê Xuổn (1590 – 1605)" [tr.295]. Một số nguồn tư liệu khác cho rằng truyện được viết trong bối cảnh xã hội Thái thế kỷ 16-17. Tuy nhiên, các phỏng đoán trên khó chính xác vì nhiều tài liệu Thái Lan đã bị tàn phá sau khi quân Miến Điện tấn công Ayutthaya năm 1767. Đây là giai đoạn Thái Lan bắt đầu có những tiếp xúc đầu tiên với phương Tây.
Tác phẩm là một bộ bách khoa thư về xã hội Thái Lan thời Ayutthaya. Sức ảnh hưởng của tác phẩm rất lớn, đến nỗi người Thái vẫn thờ cúng các nhân vật được miêu tả trong truyện.

## Đặc điểm
Tác phẩm mang các yếu tố của truyện cổ tích như tranh giành người đẹp, tranh công, lường gạt, thử thách..., ở dạng loại tính hơn là cá tính, mang khuynh hướng lý tưởng hóa hơn là hiện thực. Phiên bản cung đình, tuy mang nhiều tình tiết hơn nhưng vẫn thể hiện mô hình gặp gỡ – tai biến và ly biệt – tái hợp suốt khoảng ba phần tư của tác phẩm (chương 1 đến chương 35). Phần còn lại, dù nhân vật nữ chính Wanthong bị vua xử tử, nhưng vẫn là một motif khác của truyện cổ tích (người vợ ghen tuông tìm cách hãm hại tình địch, vương quốc bị quái thú tấn công) và kết thúc vẫn là ở hiền gặp lành. để kết thúc tác phẩm vẫn là kẻ ác đền tội, người hiền sống trong hạnh phúc. 
Tác phẩm có đặc điểm sử thi, miêu tả thành công nhân vật anh hùng lý trí và quả cảm với nhiều chiến công lẫy lừng. Nghệ thuật miêu tả bằng cách lặp và liệt kê được sử dụng. Ngoài ra, tác phẩm cũng mang đặc trưng của thể loại tiểu thuyết vì đã miêu tả từng khía cạnh nhỏ trong cuộc đời nhân vật biến chuyển theo một mạch truyện liên tục.

## Nội dung
Phlai Kaeo (sau này là Khun Phaen), Chang và Nang Phim (sau này là Nàng Wanthong) là những người bạn từ thuở ấu thơ. Cả ba đều là con cái của những gia đình khá giả tại tỉnh Suphanburi. Trong một lần đi săn trâu rừng cùng nhà vua, Khun Krai, cha của Phlai Kaeo, đã giết đàn trâu dữ tợn muốn thoát ra khỏi rào và để một con trâu chạy vào rừng. Ông bị nhà vua xử tử, gia đình bị tịch biên gia sản. Thong Prasi, mẹ của Phlai Kaeo, phải ôm con trốn sang tỉnh Kanchanaburi. Cùng lúc đó, Khun Siwichai, cha của Chang, bị bọn cướp rừng xông vào nhà giết chết. Đồng thời, Phan Sonyotha, cha của Phim cũng bị bạo bệnh sau một lần đi buôn ở rừng về và qua đời.
Ở tuổi 15, Phlai Kaeo trở thành một chàng thanh niên khôi ngô, thông minh và dũng cảm. Chàng trở lại Suphanburi, quyết định vào chùa làm tu sĩ tập sự để được học hành. Phlai Kaeo tỏ ra  xuất sắc hơn người ở hai môn: võ thuật và phép thuật. Trong khi đó, Chang càng lớn càng xấu xí, dốt nát nhưng rất giàu có, được thừa kế tước "khun" của cha, gọi là Khun Chang. Hắn luôn tìm cách đối đầu với Phlai Kaeo.
 Nang Phim bấy giờ cũng đã là một thiếu nữ xinh đẹp nhất Suphanburi. Nàng tình cờ gặp lại tu sĩ Phlai Kaeo ở chùa trong mùa lễ Songkran. Họ phải lòng nhau lập tức và yêu nhau say đắm. Khun Chang cũng say mê Phim và cố hết sức để chiếm được Phim bằng sự giàu có của mình. Nhưng tình yêu đã chiến thắng. Phlai Kaeo từ bỏ áo cà sa, lấy Phim làm vợ. Phim nhận ra Phlai Kaeo là một người đàn ông rất đa tình nhưng vẫn yêu chàng tha thiết.
Tỉnh Chiang Thong bị giặc xâm chiếm. Khun Chang tâu với vua Phlai Kaeo là người tài trí phi thường. Nhà vua liền điều Phlai Kaeo ra trận. Khi ấy, chàng vừa cưới Phim chỉ được hai ngày.
 Sau khi Phlai Kaeo ra đi, Phim bị bệnh nặng không thể nào chữa khỏi. Sư trụ trì Ju của chùa Palelai đổi tên Phim thành Wanthong để mang lại sự may mắn cho nàng. Khun Chang, nhân cơ hội Phlai Kaeo vắng mặt, đã loan tin khắp nơi rằng chồng Wanthong đã chết trong chiến trận, còn lấy xương thú giả làm xương của Phlai Kaeo. Siprajan, mẹ của Wanthong, sợ con góa bụa nên thúc giục con gái đồng ý lấy Khun Chang. Lúc đầu, Wanthong chống cự quyết liệt, nhưng sau đó, nghĩ là chồng mình thật sự đã chết, nàng chấp đành chấp nhận lấy Khun Chang.
Phlai Kaeo thắng trận ở miền Bắc và trở về trong danh tiếng. Chàng được bên thua trận dâng cho một cô gái xinh đẹp là Laothong. Nhà vua ban cho chàng tước "khun", gọi là Khun Phaen. Khun Phaen đưa vợ mới về Suphanburi gặp Wanthong. Wanthong thường dùng lời lẽ khiếm nhã xỉ vả Laothong. Khun Phaen vừa trách thái độ của vợ cũ vừa giận chuyện nàng thay lòng đổi dạ nên chuyển đến Kanchanaburi cùng Laothong. Từ đó, Wanthong đành ở lại với Khun Chang, chấp nhận sống cuộc đời an nhàn bên người chồng tuy xấu xí nhưng rất đỗi yêu quý nàng.
Sau đó, cả Khun Chang và Khun Phaen đều được hoàng gia triệu tập, huấn luyện và được ở lại phụng sự triều đình. Ngày kia, Thong Prasi, mẹ của Khun Phaen báo tin Laothong bị bệnh nặng. Khun Phaen nhờ Khun Chang đổi phiên gác với mình. Khun Chang đồng ý nhưng ngày hôm sau, khi nhà vua hỏi về Khun Phaen thì Khun Chang bịa ra rằng Khun Phaen không làm tròn bổn phận, đã trèo tường về với vợ. Khun Phaen bị nhà vua trừng phạt bằng cách cấm chàng không được vào cung đồng thời giam giữ Laothong trong cung vĩnh viễn.
Giận Khun Chang phản trắc, Khun Phaen tự trang bị cho mình một thanh gươm thần, một con chiến mã và một loại hồn hộ mạng. Để tìm được những món này, Khun Phaen đi vào rừng và tình cờ tìm đến sơn trại của tướng cướp Muen Han. Nhờ cứu ông này thoát khỏi bò tót tấn công, Khun Phaen được vợ chồng tướng cướp gả cho đứa con gái duy nhất của họ là Buakhli. Tuy nhiên, khi phát hiện ra con rể có nhiều phép thuật hơn mình, Muen Han ganh ghét và sai Buakhli, bấy giờ đang mang thai, đầu độc Khun Phaen. May thay, Hongplai (một dạng hồn ma được tạo nên từ phép thuật) của Khun Phaen báo cho chàng biết âm mưu của kẻ giết người. Thế là, trong khi Buakhli đang ngủ, Khun Phaen ra tay giết chết nàng trước, đoạn, lấy đứa trẻ chưa chào đời trong bụng nàng ra và đọc thần chú để biến nó thành Kumarnthong (Đứa Con Vàng, một loại hồn luyện từ bào thai). Sau đó, chàng tôi thanh gươm thần Fa Fuen và tậu con ngựa chiến Si Mok (Màu Sương Mù).
Khun Phaen đến Suphanburi, niệm thần chú khiến cho cả nhà Khun Chang ngủ say như chết. Chàng vào phòng em gái nuôi của Khun Chang là Kaeo Kiriya, dùng phép thuật mê hoặc để ân ái với nàng rồi mới bắt cóc Wanthong vào rừng. Hai người tận hưởng niềm vui lứa đôi trong rừng thẳm.
Khun Chang tâu với vua là Khun Phaen đang tập hợp bè đảng trong rừng chờ ngày tạo phản. Vua bèn phái hai viên quan của hoàng gia cùng nhiều tùy tùng vào rừng tìm Khun Phaen. Khun Chang cũng đi cùng đoàn quân này. Khun Phaen bị hai viên quan hoàng gia xúc phạm nên đã giết chết họ. Tàn quân tan tác. Do lúc này Wanthong đã có mang nên Khun Phaen đưa nàng về triều đình tự nộp mình. Sau một thời gian bị giam giữ, phiên tòa xử Khun Phaen diễn ra và chàng đã thắng kiện. Vua cho Wanthong trở về với Khun Phaen. Chàng sống hạnh phúc cùng Wanthong và Kaeo Kiriya.
Nhưng một lần nữa, chính Khun Phaen lại khiến nhà vua tức giận khi yêu cầu cho chàng trở lại với người vợ thứ hai là Laothong. Chàng bị tống giam với mức tù là 15 năm. Kaeo Kiriya vào tù chăm sóc Khun Phaen, còn Wanthong tá túc ở nhà một người bạn của Khun Phaen. Khun Chang nhân cơ hội đó đã bắt cóc Wanthong trở lại nhà mình. Nàng sống cùng Khun Chang và hạ sinh Phlai Ngam, đứa con trai của Khun Phaen.
Biết Phlai Ngam không phải con của mình, Khun Chang căm tức, dụ dỗ Ngam đi thật xa, đánh đập đến tắt thở và bỏ rơi cậu bé trong rừng. Tuy nhiên, Phlai Ngam đã được cứu sống nhờ Đứa Con Vàng của Khun Phaen. Wanthong quyết định gởi Phlai Ngam đến ở với bà nội tại Kanchanaburi. Khi trưởng thành, Phlai Ngam xin vào phục vụ hoàng gia để mong chuộc tội cho cha.
Vua xứ Langchan dâng cho vua Ayutthaya một cô gái đẹp tên là Sroi Thong. Sau đó, Sroi Thong bị vua xứ Chiang Mai bắt cóc và ông vua này còn thách thức gây hấn với nhà vua của Ayutthaya. Phlai Ngam tình nguyện ra trận dẹp quân Chiang Mai đồng thời thỉnh cầu nhà vua tha tội cho cha mình để hai cha con cùng ra trận.
Khun Phaen được ân xá để cùng Phlai Ngam chuẩn bị ra trận. Trong khi đó, Kaeo Kiriya hạ sinh một đứa con trai, đặt tên là Phlai Chumphon.
Trên đường ra Chiang Mai, Khun Phaen có dịp ghé thăm Phra Pichitra và Bushaba – đôi vợ chồng đã che chở cho Khun Phaen và Wanthong trong những ngày Wanthong bụng mang dạ chửa. Phlai Ngam gặp Simala, cô con gái xinh đẹp của Pichitra và kết hôn với nàng trước khi ra trận. Cha con Khun Phaen thắng trận vinh quang. Nhà vui rất hài lòng, thăng chức Phra Surinroechai cho Khun Phaen, chàng trở thành thủ lĩnh của tỉnh Kanchanaburi. Vua còn ban cho Phlai Ngam tước Phra Wai và thêm một người vợ nữa là Sroi Fa – con gái của Vua Chiang Mai bị thua trận.
Phra Wai muốn đưa mẹ Wanthong về cùng sống với mình và mong muốn mẹ đoàn tụ với cha nên đã đến nhà Khun Chang bắt cóc Wanthong. Khun Chang giận dữ đi kiện vua. Vua cho rằng Wanthong không thể có hai chồng nên bắt nàng phải lựa chọn. Nhưng Wanthong không thể bởi vì mỗi người đều có một ý nghĩa đối với nàng. Nhà vua nổi giận và khép nàng vào tội chết. Phra Wai thỉnh cầu vua cho mẹ mình được hoãn thi hành án nhưng thanh gươm oan nghiệt đã kết thúc cuộc đời Wanthong.
Người vợ sau của Phra Wai là Sroi Fa luôn cho rằng bà nội chồng và chồng mình yêu quý Simala nhiều hơn nên đâm oán ghét nàng. Sroi Fa nhờ một tu sĩ già tên Then Khuat giúp cho nàng thần chú để Phra Wai yêu nàng nhiều hơn. Dưới tác dụng của ma thuật, Phra Wai ngược đãi, đánh đập Simala. Phlai Chumphon cảm thấy bất bình nhảy vào can ngăn cũng phải chịu chung số phận với Simala. Chumphon chạy trốn khỏi nhà Phra Wai, đến Kanchanaburi thuật lại mọi chuyện cho Khun Phaen. Sau đó, Chumphon đến ở nhà ông bà ngoại ở Sukhothai và trở thành tu sĩ, chuyên chú học hành.
Nghe tin dữ từ Phlai Chumphon, Khun Phaen vội vã đến nhà Phra Wai khuyên nhủ con. Do bùa phép vẫn còn tác dụng, Phra Wai không tin những gì cha mình nói và còn dọa tống Khun Phaen vào ngục. Khun Phaen tức giận tuyên bố từ con và trở lại Kanchanaburi trong nỗi thất vọng.
Sau khi học xong, Phlai Chumphon hoàn tục, bàn với Khun Phaen dạy cho Phra Wai một bài học. Phlai Chumphon cải trang thành một người Môn tên là Samingmattra và đọc thần chú để tạo nên binh sĩ từ những bù nhìn rơm rồi đưa đến Suphanburi. Nhà vua cử Khun Phaen ra dẹp loạn nhưng chàng giả vờ thua cuộc rồi bị bắt làm con tin. Vua ra lệnh cho Phra Wai ra trận cứu Khun Phaen và đánh nhau với Phlai Chumphon. Trong suốt trận đánh, Khun Phaen bảo cho Phlai Chumphon cách bắt giữ Phra Wai trong khi Phra Wai vô cùng giận dữ vì cha mình lại giúp đỡ cho kẻ thù. Phra Wai trốn thoát được và đi tâu với nhà vua mọi việc. Nhà vua hiểu ra đây là một trò bịp bợm nên bảo Simala đi đón cha chồng và em chồng về hoàng cung. Sau đó, Phlai Chumphon tình nguyện bắt giữ kẻ đã sử dụng bùa phép đối với anh trai mình.
Phlai Chumphon bắt giữ Then Khuat và đào lên một hình nhân được làm từ bùa chú của hắn. Phlai Chumphon cho đốt hình nhân khiến bùa phép không còn hiệu nghiệm với Phra Wai nữa. Nhưng khi đêm xuống, Then Khuat dùng phép cắt đứt mọi xiềng xích và tẩu thoát.
Sroi Fa luôn luôn phủ nhận chuyện nàng nhờ người làm phép với Phra Wai, lại còn vu cáo cho Simala là có tình ý với Phlai Chumphon, vì bị nàng bắt gặp nên Phlai Chumphon mới chạy đến Kanchanaburi bịa chuyện với Khun Phaen. Để kết thúc phiên xử, vua buộc những người có liên quan phải đi qua một giàn lửa được dựng lên từ phép thuật. Trong khi mọi người bình an vô sự thì Sroi Fa bị bỏng nặng. Vua khép Sroi Fa vào tội chết nhưng Simala thỉnh cầu nhà vua khoan hồng. Vì vậy, Sroi Fa chỉ bị trục xuất khỏi Ayutthaya, phải trở về Chiang Mai.
Trên đường trở về nhà, Sroi Fa gặp lại Then Khuat. Hắn hộ tống nàng về Chiang Mai. Về đến quê hương, Sroi Fa hạ sinh một đứa con trai, đặt tên là Phlai Yong. Trong khi đó, Simala cũng sinh một đứa con trai, được ông nội Khun Phaen đặt tên là Phlai Phet.
Vua Chiang Mai phong cho Then Khuat chức tước vô cùng cao quý vì đã có công đưa công chúa trở lại quê nhà. Nhưng do lòng còn thù hận Phlai Chumphon, Khuat biến thành một con cá sấu trở về Ayutthaya giết rất nhiều người và súc vật. Phlai Chumphon tình nguyện trừ khử ác thú, đánh cá sấu chết. Mọi người lại sống trong thanh bình và hạnh phúc.

## Chuyển thể
| Năm  | Tựa              | Đài           | Diễn viên chính                                         |
| ---- | ---------------- | ------------- | ------------------------------------------------------- |
| 2019 | Khun Paen Begins | Phim điện ảnh | Mario Maurer, Yongwaree Ngamkasem, Nutthanaphol Thinroj |
| 2021 | Wanthong         | One 31        | Nawat Kulrattanarak, Shahkrit Yamnam, Davika Hoorne     |